# ATP Challenger Stanford
Das ATP Challenger Stanford (offizieller Name: Golden Gate Open) war ein 2023 einmalig stattfindendes Tennisturnier in Stanford, Kalifornien. Es war Teil der ATP Challenger Tour und wurde im Freien auf Hartplatz ausgetragen.

## Liste der Sieger

### Einzel
| Jahr | Sieger             | Finalgegner | Ergebnis  |
| ---- | ------------------ | ----------- | --------- |
| 2023 | Constant Lestienne | Emilio Nava | 7:64, 6:2 |

### Doppel
| Jahr | Sieger                           | Finalgegner              | Ergebnis          |
| ---- | -------------------------------- | ------------------------ | ----------------- |
| 2023 | Diego Hidalgo Cristian Rodríguez | Julian Cash Henry Patten | 6:71, 6:4, [10:8] |